# أسعد أبو خليل
أسعد أبو خليل (مواليد 16 آذار/مارس 1960) هو بروفيسور لبناني-أمريكي في العلوم السياسية في جامعة ولاية كاليفورنيا ستانيسلاوس ويحاضر في جامعة كاليفورنيا في بيركلي. كما أنه يحاضر في، جامعة تافتس، جامعة جورج تاون، جامعة جورج واشنطن، كلية كولورادو، وكلية راندولف ماكون للمرأة. ويكتب مقالا كل أسبوعين يوم السبت في جريدة الأخبار اللبنانية.
كتب أسعد أبو خليل: القاموس التاريخي للبنان (1998)، حرب جديدة على الإرهاب مع بن لادن، والإسلام وأمريكا (2002)، المعركة من أجل السعودية (2004). يدير مدونة تحت عنوان، «وكالة أنباء العربي الغاضب».

## لمحة عن حياته
ولد أسعد في مدينة صور، لبنان، ونشأ في بيروت. تخرج من الجامعة الأميركية في بيروت، فرع العلوم السياسية، وسافر إلى الولايات المتحدة حيث نال شهادة الدكتوراه من جامعة جورج تاون في واشنطن.

## وجهة نظره السياسية

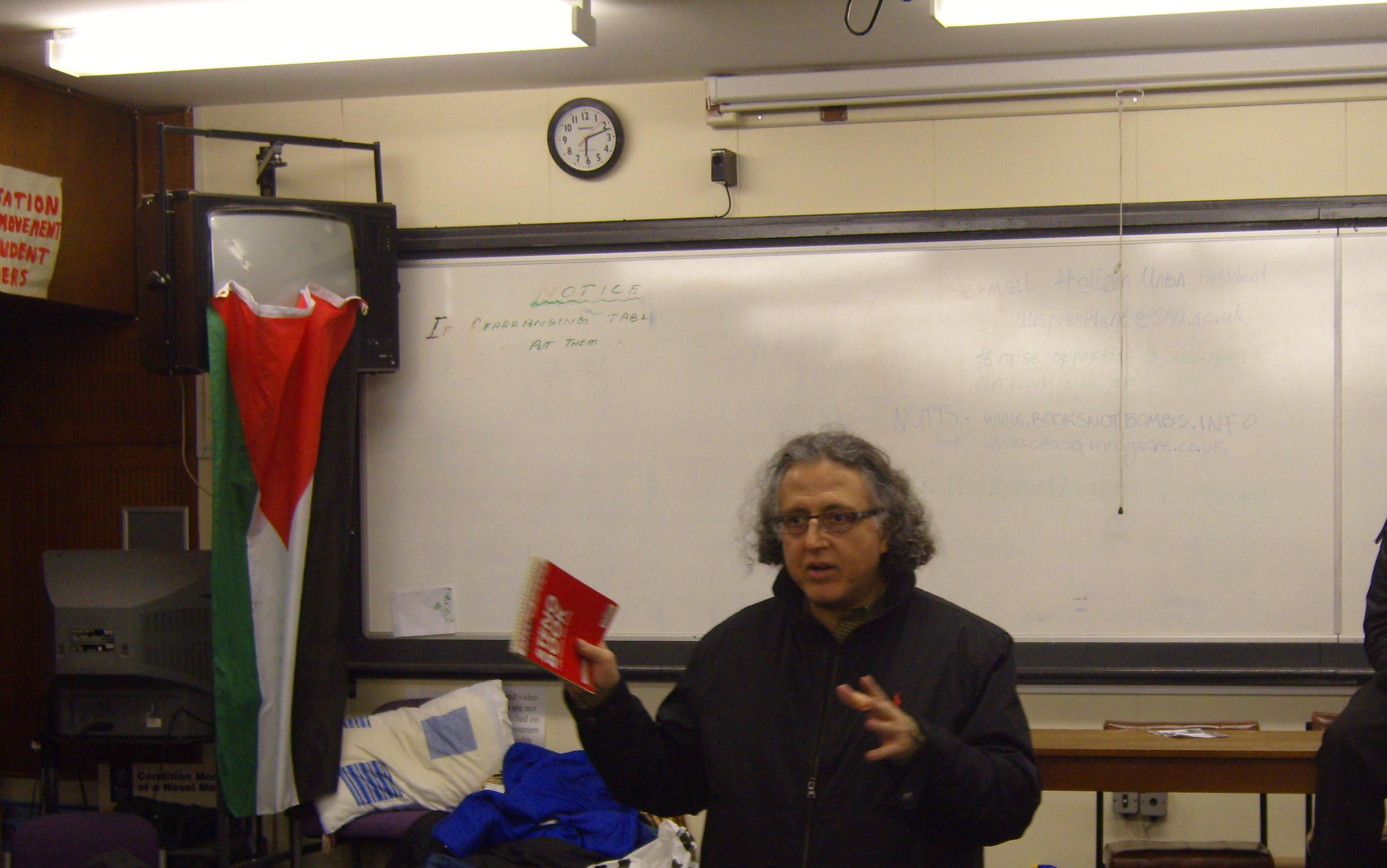
أسعد أبو خليل مخاطباً طلبة متضامنين مع فلسطين في جامعة مانشستر

يعرف أبو خليل عن نفسه بأنه "ماركسي لينيني سابق، وحاليا هو فوضوي (لاسلطوي)، مؤيد للمساواة الكاملة بين الجنسين، وعلماني ملحد".
يؤيد أسعد الفلسطينيين، ويصف نفسه بأنه معاد للصهيونية، ويدعم حل الدولة العلمانية الواحدة في فلسطين التاريخية. وهو معارض لحرب العراق، وناقد للحكومة الإسرائيلية، والسياسة الخارجية الأمريكية، وللسعودية ولكل من فتح وحماس، ولكل القوى المتصارعة في لبنان.
ينتقد أبو خليل اليمين اللبناني، وعدد من اليساريين أمثال إلياس عطا الله، ومحسن إبراهيم، ونصير الأسعد. عارض كذلك بناء المركز الإسلامي في نيويورك ووصفها بأنها «فكرة غبية» لأنها ألّبت المتطرفين ضد المسلمين والعرب.

## مؤلفاته
- البوح الغاضب، دار الآداب
- المعركة حول العربية السعودية: العائلة المالكة والتطرف والقوة العالمية (بالإنجليزية)، 2003
- بن لادن، الإسلام والحرب الجديدة لأمريكا على الإرهاب (بالإنجليزية)، ترجم للعربية: الحرب الأمريكية الجديدة ضد «الإرهاب»: من قسّم العالم إلى فسطاطين، دار الآداب
- المعجم التاريخي للبنان (بالإنجليزية).

## وصلات خارجية
- أسعد أبو خليل على موقع IMDb (الإنجليزية)